# Poltàvskaia
Poltàvskaia - Полтавская (rus) - és una stanitsa del krai de Krasnodar, a Rússia. Es troba al delta del riu Kuban, a 73 km al nord-oest de Krasnodar.

## Història
Fou fundada el 1794 com un dels primers quaranta assentaments dels cosacs de la Mar Negra a l'àrea del Kuban. El seu nom té origen en el de Poltava, a Ucraïna. El 1932-1933 fou inclosa dins les llistes negres de sabotatge, per això fou sotmesa a repressió i fam juntament amb unes altres tretze stanitses de la regió. La població que va sobreviure, pel seu sabotatge, va ser exiliada a la República de Komi, i la localitat va ser recolonitzada amb famílies de militars, essent rebatejada com a Krasnoarméiskaia. El 1934 fou designada centre administratiu del raió.
Durant la Segona Guerra Mundial fou ocupada per la Wehrmacht de l'Alemanya Nazi l'agost del 1942 i alliberada per l'Exèrcit Roig de la Unió Soviètica el 9 de març de 1943, després d'haver estat diverses setmanes en la línia principal del front a la batalla pel cap del pont del Kuban a la península de Taman. El 1994 va recuperar el seu nom original cosac, romanent la denominació soviètica únicament per al raió.

## Demografia
| 1861  | 1959   | 1970   | 1979   | 1989   | 2002   | 2010   |
| ----- | ------ | ------ | ------ | ------ | ------ | ------ |
| 4.871 | 13.594 | 18.269 | 21.785 | 23.788 | 28.639 | 26.490 |

## Economia i transport
La localitat és centre d'una regió marcadament agrícola, la principal productora d'arròs de Rússia. Entre altres conreus, cal destacar-ne les hortalisses i els gira-sols. La ramaderia bovina és una de les altres activitats econòmiques de relleu de la localitat. Aquests productes agrícoles són processats per diverses companyies de l'stanitsa.
Compta amb una estació de tren que la connecta amb la línia entre Timaixovsk i Krimsk (via Slàviansk-na-Kubani). També està connectada per carretera a Slàviansk-na-Kubani (R251 Kropotkin-Krasnodar-Temriuk) i Timaixovsk (R268 Bataisk-Krasnodar).